# Memorial Domingo Bárcenas 2015
El Memorial Domingo Bárcenas 2015 fue la 40.ª edición del Torneo Internacional de España, uno de los torneos amistosos de selecciones más prestigiosos. Fue la antesala del Campeonato Mundial de Balonmano Masculino de 2015.
Se disputó en Oviedo del 9 de enero de 2015 al 11 de enero de 2015.

## Selecciones participantes
- Selección de balonmano de España
- Selección de balonmano de Polonia
- Selección de balonmano de Noruega
- Selección de balonmano de Hungría

## Partidos

### 9 de enero
- España 27-25  Hungría
- Polonia 25-30  Noruega

### 10 de enero
- Polonia 35-25  Hungría
- España 38-20  Noruega

### 11 de enero
- España 33-28  Polonia
- Noruega 28-26  Hungría[2]